# Trdkova
Trdkova (mađarski: Türke) je naselje u slovenskoj Općini Kuzma. Trdkova se nalaze u pokrajini Prekmurju i statističkoj regiji Pomurju. 

## Stanovništvo
Prema popisu stanovništva iz 2002. godine naselje je imalo 207 stanovnika.